# Groupe de NGC 4914
Le groupe de NGC 4194 comprend au moins six galaxies situées dans la constellation des Chiens de chasse. La distance moyenne entre ce groupe et la Voie lactée est d'environ 72,7 Mpc (∼237 millions d'al). 

## Membres
Le tableau ci-dessous liste les cinq galaxies qui sont indiquées dans l'article d'Abraham Mahtessian publié en 1998. 
D'autre part, A. M. Garcia mentionne aussi l'existence de ce groupe dans un article publié en 1993, la galaxie NGC 4846 y figure en compagnie de NGC 4868 et de NGC 4914.
| Nom      | Classification | Type           | α (J2000.0)   | δ (J2000.0) | Vitesse radiale (km/s) | Magnitude apparente | Distance (Mpc) | Diamètre (kal) |
| -------- | -------------- | -------------- | ------------- | ----------- | ---------------------- | ------------------- | -------------- | -------------- |
| NGC 4846 | SBbc,          | Spirale barrée | 12h 57m 47.7s | 36° 22′ 15″ | 4525 ± 2               | 13,6                | 70,3 ± 4,9     | 120            |
| NGC 4868 | SAab?          | Spirale        | 12h 59m 08.9s | 37° 18′ 37″ | 4665 ± 9               | 12,2                | 72,3 ± 5,1     | 111            |
| NGC 4914 | E+             | Elliptique     | 13h 00m 42.9s | 37° 18′ 55″ | 4583 ± 15              | 12,1                | 71,0 ± 5,0     | 114            |
| NGC 4956 | S0             | Lenticulaire   | 13h 05m 00.9s | 35° 10′ 41″ | 4750 ± 21              | 12,4                | 73,6 ± 5,2     | 115            |
| NGC 4986 | SB(r)b         | Spirale barrée | 13h 08m 24.4s | 35° 12′ 23″ | 4822 ± 5               | 13,2                | 74,6 ± 5,2     | 110            |
| IC 4189  | Scd?           | Spirale        | 13h 06m 03.5s | 35° 58′ 49″ | 4818 ± 4               | 13,5                | 74,5 ± 5,2     | 117            |

Le site DeepskyLog permet de trouver aisément les constellations des galaxies mentionnées dans ce tableau ou si elles ne s'y trouvent pas, l'outil du site constellation permet de le faire à l'aide des coordonnées de la galaxie. Sauf indication contraire, les données proviennent du site NASA/IPAC.